# Pulivendla
Pulivendla es una ciudad y  municipio situada en el distrito YSR en el estado de Andhra Pradesh (India). Su población es de 65706 habitantes (2011). Se encuentra a 71 km de Kadapa.

## Demografía
Según el censo de 2011 la población de Pulivendla era de 65706 habitantes, de los cuales 32758 eran hombres y 32948 eran mujeres. Pulivendla tiene una tasa media de alfabetización del 72,81%, superior a la media estatal del 67,02%: la alfabetización masculina es del 81,72%, y la alfabetización femenina del 64,02%.